# 达理麻识理
达理麻识理，字正道，畏兀儿人，元朝官员。
祖父玉赤不花，父亲长喜，官至浙西江东道廉访使，于是定居常州宜兴。达理麻识理通经史，工小篆。以恩荫授宁国路判官。元顺帝至正元年（1341年），担任泰和州达鲁花赤。在楹间书写十字：“奉薄检常足，官卑清自尊”。达理麻识理常对人说：“吾为官有三字：勤、法、畏。勤以治事，法以守身，畏以奉行。”至正十二年（1352年），陈友谅攻破吉安，他率领民兵为守城，多次击退陈友谅军。至正十五年（1355年），离职返乡，不久病故。